# Palthis
Palthis là một chi bướm đêm thuộc họ Erebidae.

## Các loài
- Palthis angulalis – Dark-spotted Palthis Hübner, 1796
- Palthis asopialis – Faint-Spotted Palthis Moth Guenée, 1854